# Antiprisma

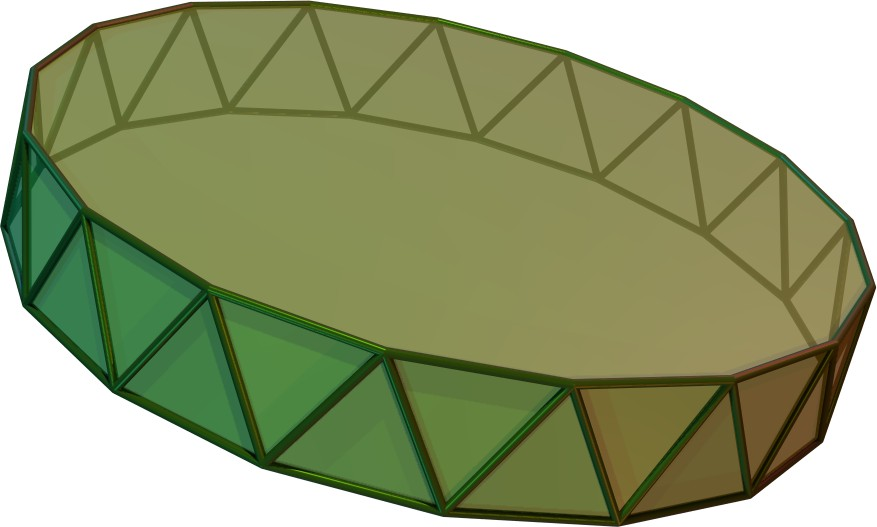
zeventienhoekig antiprisma

Een {\displaystyle n}-zijdig antiprisma is in de meetkunde een veelvlak, dat door een onder- en een bovenvlak wordt gevormd van twee evenwijdige kopieën van een {\displaystyle n}-zijdige veelhoek, verbonden door een band van alternerende driehoeken. Boven- en ondervlak mogen daarbij ten opzichte van elkaar zijn verschoven en gedraaid. Antiprisma's zijn verwant met gewone prisma's, met als verschil dat bij een prisma boven- en ondervlak niet ten opzichte van elkaar zijn gedraaid en door parallellogrammen met elkaar worden verbonden.
Een antiprisma heet regelmatig als de veelhoek die onder- en bovenzijde vormt, een regelmatige veelhoek is. Een regelmatig antiprisma wordt recht genoemd, als de middelpunten van onder- en bovenvlak loodrecht boven elkaar liggen ten opzichte van beide vlakken.
Er ontstaat extra regelmaat als het onder- en bovenvlak van een recht antiprisma ten opzichte van elkaar over de halve hoek van de veelhoek zijn gedraaid, dus over {\displaystyle 180^{\circ }/n}. De zijkant van een recht antiprisma bestaat in dat geval uit een band van gelijkbenige driehoeken, een dergelijk recht antiprisma heet uniform als de zijkant bestaat uit een band van gelijkzijdige driehoeken. Een regelmatig achtvlak is het uniforme antiprisma met het minste aantal zijvlakken.
Het duale veelvlak van een antiprisma is een trapezoëder.

## Formules
- De straal {\displaystyle R_{0}} van de omgeschreven bol van een recht {\displaystyle n}-zijdig antiprisma met zijde {\displaystyle a} en hoogte {\displaystyle h} kan worden berekend als de hypotenusa in een rechthoekige driehoek met rechthoekszijden {\displaystyle {\tfrac {1}{2}}h} en de straal {\displaystyle R={\tfrac {1}{2}}a\csc \left({\tfrac {\pi }{n}}\right)} van de omgeschreven cirkel van de veelhoek. Dus:

{\displaystyle R_{0}={\tfrac {1}{2}}{\sqrt {h^{2}+a^{2}\csc ^{2}\left({\frac {\pi }{n}}\right)}}}
- De oppervlakte {\displaystyle A} van een recht {\displaystyle n}-zijdig antiprisma met zijde {\displaystyle a} en hoogte {\displaystyle h} is samengesteld uit de oppervlakten {\displaystyle A_{0}} van onder- en bovenvlak en de {\displaystyle 2n} oppervlakten {\displaystyle A_{z}} van de gelijkbenige driehoeken van de zijkant. Er geldt:

{\displaystyle A_{0}={\tfrac {1}{4}}na^{2}\cot \left({\tfrac {\pi }{n}}\right)}
en
{\displaystyle A_{z}={\tfrac {1}{4}}a^{2}{\sqrt {\left({\frac {2h}{a}}\right)^{2}+\tan ^{2}\left({\frac {\pi }{2n}}\right)}}},
zodat {\displaystyle A} gegeven wordt door de formule:
{\displaystyle A={\tfrac {1}{2}}na^{2}\left(\cot \left({\frac {\pi }{n}}\right)+{\sqrt {\left({\frac {2h}{a}}\right)^{2}+\tan ^{2}\left({\frac {\pi }{2n}}\right)}}\right)}
- Als het antiprisma uniform is, is:

{\displaystyle {\frac {h}{a}}={\sqrt {1-{\tfrac {1}{4}}\sec ^{2}\left({\frac {\pi }{2n}}\right)}}}
en
{\displaystyle A_{z}={\tfrac {1}{4}}a^{2}{\sqrt {3}}},
zodat
{\displaystyle A={\tfrac {1}{2}}na^{2}\left(\cot \left({\frac {\pi }{n}}\right)+{\sqrt {3}}\right)}
- De inhoud {\displaystyle V} van een uniform {\displaystyle n}-zijdig antiprisma met zijde {\displaystyle a} wordt gegeven door:

{\displaystyle V={\frac {n}{12}}a^{3}\left(\cot \left({\frac {\pi }{2n}}\right)+\cot \left({\frac {\pi }{n}}\right)\right){\sqrt {1-{\tfrac {1}{4}}\sec ^{2}\left({\frac {\pi }{2n}}\right)}}}
Hierin zijn {\displaystyle \sec } en {\displaystyle \csc } de secans en cosecans.

## Varianten
Het uniforme antiprisma kan worden gegeneraliseerd tot uniforme antiprisma's in de ruime zin, met hoekpuntconfiguratie {\displaystyle 3.3.3.p/q}, met {\displaystyle q<2p/3}, waarbij bijvoorbeeld  {\displaystyle 3.3.3.10/1} gelijk is aan {\displaystyle 3.3.3.10}, maar {\displaystyle 3.3.3.10/2} niet gelijk is aan {\displaystyle 3.3.3.5}. Het grondvlak van {\displaystyle 3.3.3.p/q} is sterveelhoek {\displaystyle \{p/q\}}, die gelijk is aan {\displaystyle \{p/(p-q)\}}. Het bovenvlak is {\displaystyle q\times 180^{\circ }/p} gedraaid ten opzichte van het grondvlak en bij het doorlopen van de ribben van onder- naar bovenvlak wordt ook een draai om de verticale as van het veelvlak gemaakt over deze hoek. De voorwaarde {\displaystyle q<2p/3} is er omdat de lengte van de horizontale zijde van een driehoekig zijvlak langer moet zijn dan de horizontale component van de beide andere zijden.
- Voor {\displaystyle p} en {\displaystyle q} relatief priem is er het sterantiprisma {\displaystyle 3.3.3.p/q} met {\displaystyle q<p/2} en het retrograde sterantiprisma {\displaystyle 3.3.3.p/q} met {\displaystyle p/2<q<2p/3}.
- Als {\displaystyle p} en {\displaystyle q} grootste gemene deler {\displaystyle r} hebben is er met {\displaystyle s=p/r} en {\displaystyle t=q/r} een samengesteld veelvlak van {\displaystyle r} identieke uniforme antiprisma's {\displaystyle 3.3.3.s/t} door elkaar, elk met grondvlak {\displaystyle \{s/t\}}, samen met grondvlak {\displaystyle \{p/q\}}. Voorbeelden:
  - {\displaystyle 3.3.3.10/2} bestaat uit twee exemplaren van het antiprisma {\displaystyle 3.3.3.5} door elkaar.
  - {\displaystyle 3.3.3.10/4} bestaat uit twee exemplaren van het sterantiprisma {\displaystyle 3.3.3.5/2} door elkaar.
  - {\displaystyle 3.3.3.10/6} bestaat uit twee exemplaren van het retrograde sterantiprisma {\displaystyle 3.3.3.5/3} door elkaar.
- Voor even {\displaystyle q} heeft het veelvlak de symmetrie van een prisma Dph en anders die van een antiprisma Dpd.

De siamese dodecaëder benadert de vorm van een antiprisma, maar is het het niet.